# 英格卡控股
英格卡控股有限公司 （INGKA Holding B.V.）為主要控股公司，總部位於荷蘭莱顿，在2018年，旗下宜家家居已擁有422家（當中367家）大型門市的控股公司，該公司由英格基金會所全資擁有，與此同時永不上市。

## 宜家家居其他企業關係
雖然宜家家居貴為最大特許經營者，但英格卡控股並沒擁有宜家家居品牌和聯營商標權，它們便位於荷蘭代爾夫特的英格卡宜家公司擁有，諸多宜家家居特許經營商，便已收取達到3%營業額的版權稅。宜家國際公司，由宜家國際控股持有註冊地點位於盧森堡，由英格高基金會控制，而基金則位於列支敦斯登總部，由坎普拉家族同樣支持和總值大約150億美元。

## 其他投資
本集團英格卡中心部門，是發展諸如各大商場角色，包括位於俄羅斯 萬佳商場 。到2020年，該部門進行收購並遷入宜家家居位置內，包括英國倫敦國王購物中心、舊金山6x6，以及多倫多Aura商場摩天大樓內設立零售平台。
在2019年9月，英格卡收購位於羅馬尼亞7個風場80%股權，購入從自丹麥風力製造商維斯塔斯，它們指出這項投資組合便要1.509億美元支付。
宜家家居商場部，英格卡中心，在2021年12月公佈，在印度古爾岡及諾伊達兩家商場內，設立宜家家具，商店，涉資金額為900億印度盧比（12億美元），預計在2025年完工後開幕。
2009年，英格卡進入中國市場，並在无锡、北京、武汉、福州、長沙、上海開設荟聚购物中心。